# Siam Center

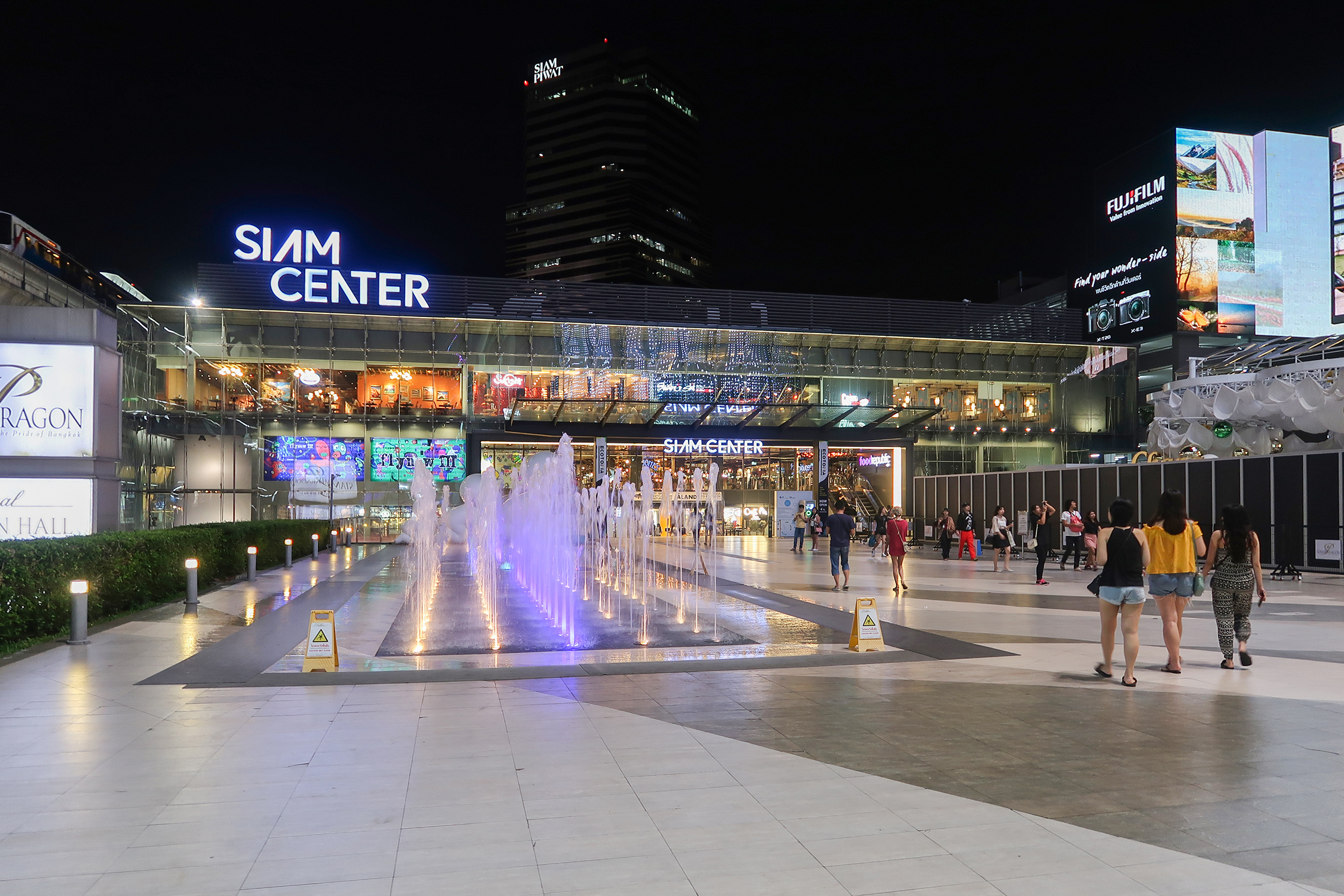
Siam Center (2018)

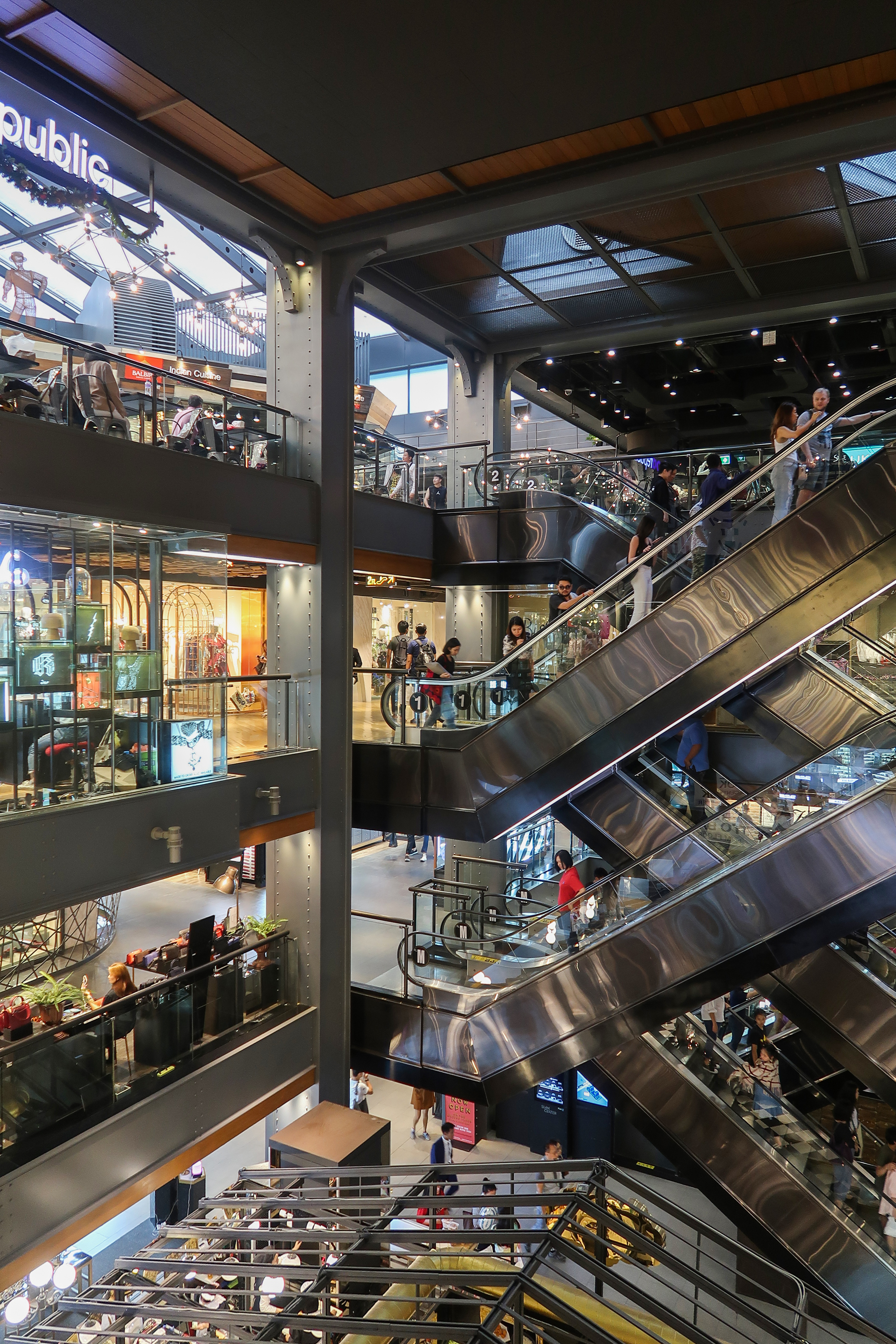
Siam Center (2018)

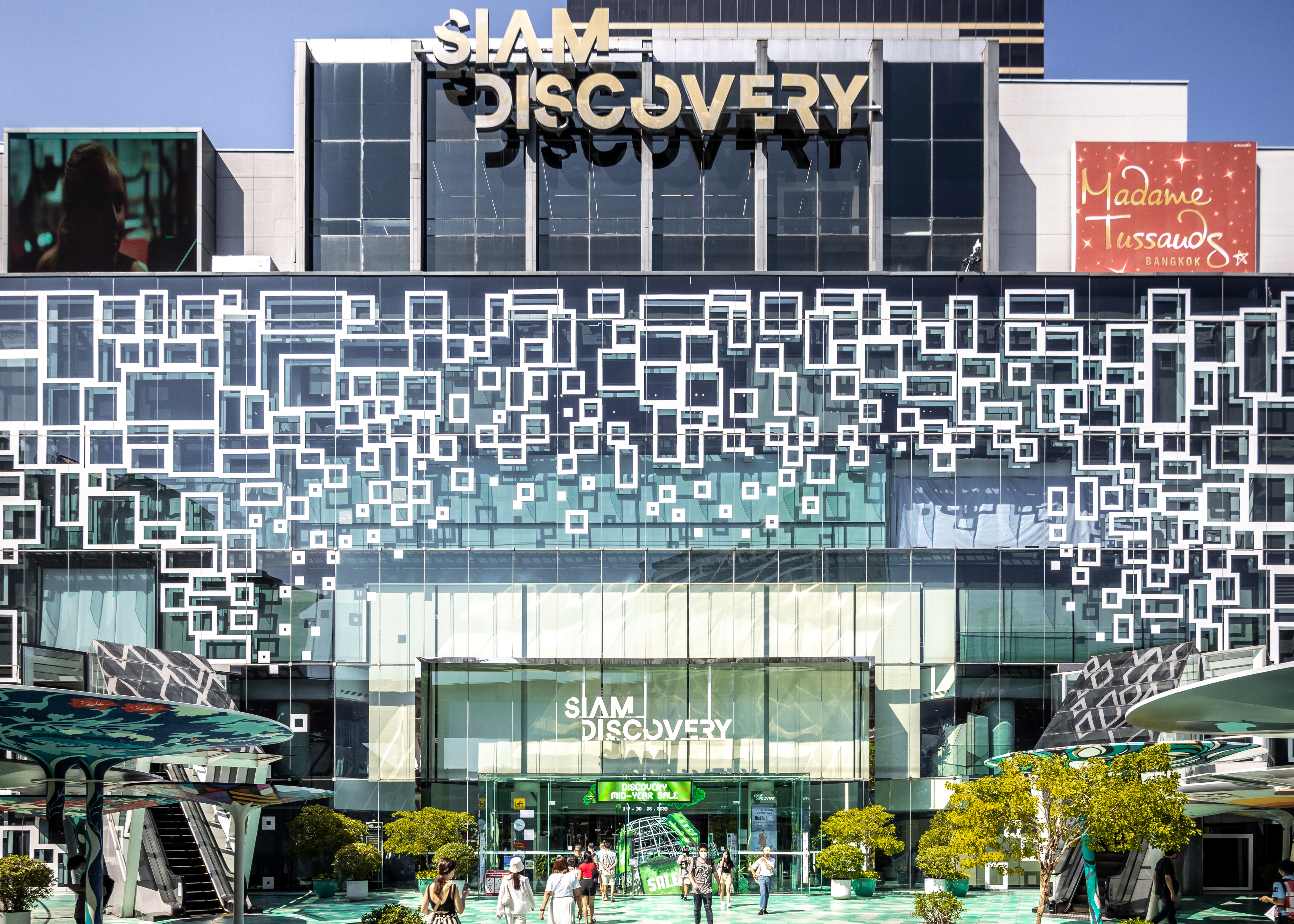
Siam Discovery (2023)

Das Siam Center (thailändisch สยามเซ็นเตอร์) und das Siam Discovery (สยามดิสคัฟเวอรี่) sind Zwillingseinkaufszentren in Pathum Wan, Bangkok, Thailand. Sie befinden sich an der BTS-Skytrain-Haltestelle Siam, gegenüber befindet sich der Siam Square, nebenan liegt das Siam Paragon Einkaufszentrum. Beide Einkaufszentren sind im Besitz der Siam Piwat Co. Ltd. Die beiden Einkaufszentren werden durch eine Brücke im vierten Stock verbunden.

## Geschichte
Das Siam Center wurde 1973 als das erste Einkaufszentrum von Bangkok erbaut. 1995 brach ein Feuer im Siam Center aus, welches daraufhin komplett renoviert wurde. Das Siam Discovery wurde 1997 erbaut. Im Gegensatz zum Siam Center, welches vier Stockwerke besitzt, hat das Siam Discovery sechs Stockwerke.